# Wielerbaan Geleen
De wielerbaan van Geleen is een wielerpiste in de open lucht, en onderdeel van het sportcomplex Glanerbrook.
Op de baan wordt sinds 1932 gefietst, eerst op een grasbaan en vanaf 1946 op een sintelbaan. In 1970 werd hier een vlakke asfaltbaan (666 meter) aangelegd. Op 22 april 2001 werd deze vervangen door een 500 meter kombochtenbaan (22% helling).
Vanaf 2013 organiseert stichting wielerbaan Geleen de baanwedstrijden.
De Gemeente Sittard-Geleen heeft vernieuwbouwplannen voor Glanerbrook, met een budget van € 48,3 miljoen (ex.BTW). De wielerbaan zal als alles volgens plan loopt vóór 2025 worden overdekt.

## Wedstrijden
- 1932: 31 juli, internationale grasbaanwedstrijden met o.a. de Belgen Loneux, Rogister en Balwir, en de Nederlandse gebroeders Last en Nuijts, Vluggen, Vromen en Joep Franssen.
- 1948: Vertrek etappe 5b, Geleen-Eindhoven tijdens de 1e Ronde van Nederland.
- 1949: Wielerwedstrijd met Hub Vinken, Jan Nolten, Jöris en Frusch
- 1969: Ritaankomst op de sintelbaan van Olympia’s Tour door Nederland.
- 1970: Diverse wielerwedstrijden door wielerclub De Ster uit Geleen
- 1974: Start en finish toertocht WC- Jan Nolten
- 2004: Start 6e etappe van de Ronde van Nederland: Sittard-Geleen/ Landgraaf
- 2005: 1e Dernykoers (wielrennen)